# Sam Homma
Sam Homma（本間サム、11月25日生まれ）は、日本の歌手、作曲家、作詞家。UNIONEのメンバー。作家としては「Sam Homma」、アーティストとしては「SAM」の名義で活動している。

## 経歴
- 2016年 - ボーカルユニット「UNIONE」としてSME Recordsよりメジャー・デビュー。
- 2017年 - 第59回日本レコード大賞、新人賞を受賞。
- 2017・2018年度 - 「ジュビロ磐田」シーズンタイアップアーティストに就任。
- 2019年 - 映画「コードギアス 復活のルルーシュ」エンディング主題歌『リバイブ』をリリース。
- 2022年 - 12月14日にUNIONEの無期限活動休止を発表。

## 作品
- SixTONES
  - 「Again」（作詞）
  - 「ここに帰ってきて」（作詞・作曲）
- UNIONE
  - 「LOVE OCEAN」（作詞）
  - 「Freaky」（作詞）

その他、UNIONE名義にて作詞・作曲に参加。